# Spathius udaegae
Spathius udaegae är en stekelart som beskrevs av Sergey A. Belokobylskij 1994. Spathius udaegae ingår i släktet Spathius och familjen bracksteklar. Inga underarter finns listade i Catalogue of Life.